# 門羅鎮區 (阿肯色州密西西比縣)
門羅鎮區（英語：Monroe Township）是位於美國阿肯色州密西西比縣的一個行政鎮區。

## 地方資料
門羅鎮區的面積為177.23平方千米，當中陸地面積為122.61平方千米，而水域面積為4.62平方千米。根據2010年美國人口普查的數據，當地共有人口8727人，而人口密度為每平方千米49.24人。